# José Behra
Joseph Eduard Robert Christian „José“ Behra (* 11. September 1924 in Nizza; † 16. November 1997 in Mougins) war ein französischer Motorrad- und Autorennfahrer.

## Karriere
José Behra kam drei Jahre nach seinem Bruder Jean Behra zur Welt und machte wie dieser eine Karriere im Motorsport. Im Brotberuf war der Franzose Besitzer einer Ford-Händlervertretung in Puteaux.
Nach einigen Jahren als Motorradrennfahrer begann Behra Ende der 1950er-Jahre Autorennen zu fahren. Seinen ersten internationalen Erfolg feierte er 1955 beim 1000-km-Rennen von Monza, ein Rennen das von der staatlichen italienischen Lotteriegesellschaft veranstaltet wurde. Während sein Bruder Jean das Rennen gemeinsam mit Luigi Musso auf einem Werks-Maserati 300S gewann, beendete José Behra das Rennen ebenfalls auf einem Maserati (in diesem Fall ein A6GCS) als Zwölfter.
1956 wurde er als Partner seines Bruders Fünfter bei der Tour de France für Automobile und gab ein Jahr später sein Debüt beim 24-Stunden-Rennen von Le Mans. Beim 24-Stunden-Rennen in Westfrankreich fuhr er gemeinsam mit dem Franzosen Lèon Coulibeuf einen Maserati 200SI. Für das Duo kam nach einem Leck im Treibstofftank nach 137 gefahrenen Runden das vorzeitige aus. 1958 pilotierte er in Le Mans einen vom North American Racing Team gemeldeten Ferrari 500TR; diesmal war der Mexikaner Pedro Rodríguez sein Teamkollege. Nach einem Motorschaden kam er erneut nicht ins Ziel.
Seine größten Erfolg im Motorsport feierte er 1963 mit dem Sieg bei der Tour de France für Automobile im Werks-Ferrari 250 GTO mit Jean Guichet. Nach der Tour 1970 (mit Jean-Claude Andruet im Ligier JS1), die er nicht beenden konnte, trat er vom Rennsport zurück und widmete sich bis zu seinem Tod dem Vertrieb von Fahrzeugen.

## Statistik

### Le-Mans-Ergebnisse
| Jahr | Team                       | Fahrzeug           | Teamkollege     | Platzierung | Ausfallgrund    |
| ---- | -------------------------- | ------------------ | --------------- | ----------- | --------------- |
| 1957 | Léon Coulibeuf             | Maserati 200SI     | Léon Coulibeuf  | Ausfall     | Leck im Tank    |
| 1958 | North American Racing Team | Ferrari 500TR58    | Pedro Rodríguez | Ausfall     | Motorschaden    |
| 1962 | Automobili O.S.C.A.        | Osca 1600GT Zagato | George Arents   | Ausfall     | Getriebeschaden |

### Einzelergebnisse in der Sportwagen-Weltmeisterschaft
| Saison | Team                       | Rennwagen       | 1   | 2   | 3   | 4   | 5   | 6   | 7   | 8   | 9   | 10  | 11  | 12  | 13  | 14  | 15  | 16  | 17  | 18  | 19  | 20  | 21  | 22  |
| ------ | -------------------------- | --------------- | --- | --- | --- | --- | --- | --- | --- | --- | --- | --- | --- | --- | --- | --- | --- | --- | --- | --- | --- | --- | --- | --- |
| 1957   | Léon Coulibeuf José Behra  | Maserati 200SI  | BUA | SEB | MIM | NÜR | LEM | KRI | CAR |     |     |     |     |     |     |     |     |     |     |     |     |     |     |     |
| 1957   | Léon Coulibeuf José Behra  | Maserati 200SI  |     |     |     |     | DNF | DNF |     |     |     |     |     |     |     |     |     |     |     |     |     |     |     |     |
| 1958   | North American Racing Team | Ferrari 250TR   | BUA | SEB | TAR | NÜR | LEM | RTT |     |     |     |     |     |     |     |     |     |     |     |     |     |     |     |     |
| 1958   | North American Racing Team | Ferrari 250TR   |     | DNF |     |     |     |     |     |     |     |     |     |     |     |     |     |     |     |     |     |     |     |     |
| 1962   | Osca                       | Osca 1600 GT    | DAY | SEB | SEB | MAI | TAR | BER | NÜR | LEM | TAV | CCA | RTT | NÜR | BRI | BRI | PAR |     |     |     |     |     |     |     |
| 1962   | Osca                       | Osca 1600 GT    |     |     |     |     | DNF |     |     |     |     |     |     |     |     |     |     |     |     |     |     |     |     |     |
| 1963   | Jean Guichet               | Ferrari 250 GTO | DAY | SEB | SEB | TAR | SPA | MAI | NÜR | CON | ROS | LEM | MON | WIS | TAV | FRE | CCE | RTT | OVI | NÜR | MON | MON | TDF | BRI |
| 1963   | Jean Guichet               | Ferrari 250 GTO |     |     |     |     |     |     |     |     |     |     |     |     |     |     |     |     |     | 1   |     |     |     |     |
| 1964   | AGACI                      | NSU Prinz       | DAY | SEB | TAR | MON | SPA | CON | NÜR | ROS | LEM | REI | FRE | CCE | RTT | SIM | NÜR | MON | TDF | BRI | BRI | PAR |     |     |
| 1964   | AGACI                      | NSU Prinz       |     |     |     |     |     |     |     |     |     |     |     |     |     | 34  |     |     |     |     |     |     |     |     |